# Op zoek naar Peter Pan
Op zoek naar Peter Pan is een stripverhaal bestaande uit twee albums, gemaakt door de Zwitserse stripauteur Cosey in 1984. De albums werden uitgebracht door uitgeverij Le Lombard in de collectie Verhalen en legendes.

## Inhoud
Op zoek naar Peter Pan is een intrige, waarin menselijke verhoudingen centraal staan. Hoofdpersoon is Sir Melvin Z. Woodworth, een gevierd Engels schrijver. In zijn bagage steekt slechts één boek, namelijk het meesterwerk van J.M. Barrie uit 1902, Peter Pan. Omstreeks 1930 verblijft hij in het kleine dorpje Ardolaz in (Wallis) in de Alpen, op zoek naar sporen van zijn verdwenen broer. Hij wordt verliefd op een mysterieus meisje dat buiten het dorp woont, en ontmoet haar vader, een voortvluchtige valsmunter